# Szewczenko (gromada)
Szewczenko / Lutowiska (zmiana nazwy w 1957 roku) – dawna gromada, czyli najmniejsza jednostka podziału terytorialnego Polskiej Rzeczypospolitej Ludowej w latach 1954–1972.
Gromady, z gromadzkimi radami narodowymi (GRN) jako organami władzy najniższego stopnia na wsi, funkcjonowały od reformy reorganizującej administrację wiejską przeprowadzonej jesienią 1954 do momentu ich zniesienia z dniem 1 stycznia 1973, tym samym wypierając organizację gminną w latach 1954–1972.
Gromadę Szewczenko z siedzibą GRN w Szewczenku (od 1957 Lutowiska) utworzono – jako jedną z 8759 gromad na obszarze Polski – w powiecie ustrzyckim w woj. rzeszowskim na mocy uchwały nr 35/54 WRN w Rzeszowie z dnia 5 października 1954. W skład jednostki weszły obszary dotychczasowych gromad Szewczenko, Skorodne, Chmiel i Smolnik ze zniesionej gminy Szewczenko w tymże powiecie (a więc nowa gromada objęła cały obszar dotychczasowej gminy Szewczenko). Była to zarazem największa a także najdalej na południe wysunięta gromada Polski. Dla gromady ustalono 9 członków gromadzkiej rady narodowej.
27 czerwca 1957 nazwę Szewczenka zmieniono na jego pierwotną nazwę – Lutowiska; odtąd także gromada figuruje w wykazach pod nazwą gromada Lutowiska (nazwę Szewczenko Lutowiska otrzymały w 1944 roku po przyłączeniu do ZSRR, w którego granicach pozostały do 1951 roku).
31 grudnia 1961 do gromady Lutowiska włączono wsie Zatwarnica, Krzywe, Hulskie i Ruskie z gromady Polana w tymże powiecie.
W 1971 roku gromada Lutowiska liczyła 1119 mieszkańców, zamieszkujących miejscowości: Beniowa (0), Bukowiec (0), Brzegi Górne (6), Caryńskie (4), Chmiel (49), Dydiowa (0), Dwernik (135), Dźwiniacz Górny (41), Hulskie (8), Krywe (0), Krywka (0), Lutowiska (224), Łokieć (0), Nasiczne (44), Procisne (35), Ruskie (0), Sianki (0), Skorodne (9), Smolnik (95), Sokoliki (0), Stuposiany (38), Tarnawa Niżna (0), Tarnawa Wyżna (0), Ustrzyki Górne (200), Wołosate (48), Zatwarnica (180) i Żurawin (3).
1 listopada 1972, w związku ze zniesieniem powiatu ustrzyckiego, gromada weszła w skład nowo utworzonego powiatu bieszczadzkiego w tymże województwie.
Gromada przetrwała do końca 1972 roku, czyli do kolejnej reformy gminnej. 1 stycznia 1973 – tym razem w powiecie bieszczadzkim – reaktywowano gminę Lutowiska pod jej przedwojenną nazwą (w latach 1952-54 jako gmina Szewczenko).